# Candy Girl
"Candy Girl" é uma canção de R&B da boy band New Edition. Lançado em 1983, o single marcou a estreia do primeiro álbum da banda. A canção apareceu no episódio Everybody Hates Superstition do seriado Everybody Hates Chris.

## Desempenho nas paradas musicais
| Parada musical (1983)       | Posições |
| --------------------------- | -------- |
| Billboard R&B/Hip-Hop Songs | 1        |
| UK Singles Chart            | 1        |
| Hot Dance Club Songs        | 17       |